# Bocusoides zhaoi
Bocusoides zhaoi (лат.) — вид пауков-скакунов рода Bocusoides. Распространены в Китае (Юньнань, Xishuangbanna, Mengla County, Menglun Town, Xishuangbanna National Nature Reserve). Назван в честь Qingyuan Zhao, коллектора типовой серии.

## Описание
Паук мелкого размера, напоминающий по форме муравья, длина тела составляет около 5 мм. Длина карапакса самца 2,68 мм, ширина 1,23 мм. Длина брюшка самца 2,00 м, ширина 1,23 мм (у самки 2,46 и 1,5 мм). Ноги жёлтые до темно-коричневых, с 11 и 5 вентральными шипами на голенях и метатарзусах первой пары ног соответственно. Брюшко субовальное, на спине с жёлто-серебристыми пятнами, разделенными продольной центральной жилковидной коричневой полосой впереди медиально, за которой следуют чередующиеся тёмные и темно-жёлтые поперечные полосы, полностью покрытые щитком; вентер темно-коричневый. Bocusoides zhaoi очень напоминает B. angusticollis c Борнео в сходном габитусе и строением копулятивных органах, но его легко отличить по следующему: 1) ширина эмболического диска больше наибольшего диаметра видимого семявыносящего протока по сравнению с менее чем 1/2 у B. angusticollis; 2) ретролатеральный голенный апофизис (RTA) изогнут внутрь дистально в вентральной проекции по сравнению с изогнутой ретролатерально у B. angusticollis; 3) голенный выступ составляет около 1/4 длины RTA при виде сверху по сравнению с более чем 1/2 у B. angusticollis; 4) хелицеры самца с тремя дистальными промаргинальными зубцами почти одинакового размера, а хелицеры самки с шестью промаргинальными зубцами (у B. angusticollis у самцов хелицеры с разными 4 зубцами, включая базальный зубец среди трех дистальных промаргинальных зубов, а хелицеры самок только с тремя промаргинальными зубцами; 5) копулятивные протоки частично окружают сперматеки по сравнению с копулятивными протоками латеральнее сперматеки у B. angusticollis. Карапакс удлинённый с явной заглазничной перетяжкой и расширенным кпереди стернумом. У самца хелицеральный патурон резко расширяется в основании; заглазничная перетяжка карапакса более узкая, примерно на 1/2 ширины карапакса; формула ног 4123.

## Систематика и этимология
Вид был впервые описан в 2022 году китайскими арахнологами Cheng Wang (Tongren University, Tongren, Китай) и Shuqiang Li (Institute of Zoology, Chinese Academy of sciences, Пекин) и выделен в род Bocusoides вместе с вторым видом Bocusoides angusticollis (Deeleman-Reinhold & Floren, 2003) с острова Калимантан. Родовое название представляет собой комбинацию «-oides», что означает «имеющий форму», и аналогичного названия близкого рода Bocus. Таксон Bocusoides можно легко отличить от других родов подтрибы Myrmarachnina (Myrmarachnini, Salticinae), кроме Bocus Peckham & Peckham, 1892, по удлиненному карапаксу с явной заглазничной перетяжкой и расширенным кпереди стернумом. У самца Bocusoides хелицеральный патурон резко расширяется в основании по сравнению с постепенно расширяющимся от основания к средней части у Bocus; заглазничная перетяжка карапакса более узкая, примерно на 1/2 ширины карапакса по сравнению с более широкой, примерно на 2/3 ширины карапакса у Bocus; формула ноги 4123 против 4132 у Bocus; брюшко самца не сужено по сравнению с сужением на передней 1/3 у Bocus.